# 星光少女 群星閃耀 星光☆十強 角色列表
星光少女 群星閃耀 星光十强 角色列表是為 劇場版:星光少女 群星閃耀 星光☆十强 中電影出現過的角色及獲獎歌曲內所有曾出現過的星光跳躍及星光舞台劇。

## 星光世界
企鵝老師（Penguin Sensei，配音員：三宅健太（日本））
於本作中與摩摩及一眾幸運伙伴一起公佈最能觸動人心的二十首歌曲。
赤井小姐（Akai San，配音員：（日本））
摩 摩（MoMo，配音員：神代知衣（日本））於本作中與企鵝老師及一眾幸運伙伴一起公佈最能觸動人心的二十首歌曲。

## 第一期: 星光少女 極光之夢
春音艾菈（Harune Aira，配音員：阿澄佳奈（日本））
於特別篇中成為Magical Aira 解救美音。
星光跳躍
- 鮮果天堂（Fresh Fruit Paradise）『フレッシュフルーツパラダイス』

見於歌曲「Dream Goes On」。
- 漫天飛舞的戀愛花瓣（Hira hira hiraku Koi no Hana）『ヒラヒラヒラクこいのはな』

見於歌曲「Dream Goes On」。
- 極光騰躍 美夢成真（Aurora Rising Dream）『オーロラライジングドリーム』

見於歌曲「Dream Goes On」。
- 極光騰躍（Aurora Rising）『オーロラライジング』

見於歌曲「You May Dream」。
- MARs 浴火鳳凰（MARs Phoenix）『マーズフェニックス』

艾菈+小旋+美音
見於歌曲「Que Sera」。
- 無限擁抱 永恆無盡（Mugen Hug Eternal）『ムゲンハグエターナル』

見於歌曲「Que Sera」。
- Do-Re-Mi-Fa溜滑梯（Do-Re-Mi-Fa Slider）『ドレミファスライダー』

艾菈+小旋+美音
見於歌曲「Hop!Step!!Jump!!!」。
- 心跳怦怦萬聖節之夜（Freaky Halloween Night）『ドキドキハロウィンナイト』

艾菈+小旋+美音
見於歌曲「Hop!Step!!Jump!!!」。
星光舞台劇
- 通往交響曲之路（Road to Symphonia）『ロードトゥシンフォニア』

見於歌曲「Que Sera」。
天宮旋（Amamiya Rizumu，配音員：原紗友里（日本））
於特別篇中成為Magical Rizumu 解救美音。
星光跳躍
- 繽紛巧克力遊行（Colorful Choco Parade）『カラフルチョコパレード』

見於歌曲「Que Sera」。
- 愛神流星雨（Ultimate Love Shower）『アンリミテッドラブのシャワー』

見於歌曲「Que Sera」。
- Do-Re-Mi-Fa溜滑梯（Do-Re-Mi-Fa Slider）『ドレミファスライダー』

艾菈+小旋+美音
見於歌曲「Hop!Step!!Jump!!!」。
- 心跳怦怦萬聖節之夜（Freaky Halloween Night）『ドキドキハロウィンナイト』

艾菈+小旋+美音
見於歌曲「Hop!Step!!Jump!!!」。
- 海豚維納斯（Dolphin Venus）『ドルフィンビーナス』

見於歌曲「ココロ充電」。
高峰美音（Takamine Mion，配音員：片岡梓（日本））
於特別篇中被壞人綁起，後被新角啦啦救回。
星光跳躍
- 蜂蜜之吻（Hachimitsu Kiss）『はちみつキッス』

見於歌曲「Que Sera」。
- 天使之吻（Angel Kiss）『エンジェルキス』

見於歌曲「Que Sera」。
- Do-Re-Mi-Fa溜滑梯（Do-Re-Mi-Fa Slider）『ドレミファスライダー』

艾菈+小旋+美音
見於歌曲「Hop!Step!!Jump!!!」。
- 心跳怦怦萬聖節之夜（Freaky Halloween Night）『ドキドキハロウィンナイト』

艾菈+小旋+美音
見於歌曲「Hop!Step!!Jump!!!」。
- 燦爛永恆大爆發 → 美麗新世界（Eternal Big Bang → Beautiful World）『エターナルビッグバン→ビューティフルワールド』

見於歌曲「Switch On My Heart」。
城之內莎莉娜（Jonouchi Serena，配音員：米澤圓（日本））
於特別篇中綁起赤井小姐及美音，後與花音及小要成為魔法使者。
藤堂花音（Todo Kanon，配音員：明坂聰美（日本））
於特別篇中綁起赤井小姐及美音，後與莎莉娜及小要成為魔法使者。
久里須要（Chris Kaname，配音員：（日本））
由赤井小姐變成，後與莎莉娜及花音成為魔法使者。
尚（Sho，配音員：近藤隆（日本））
星光跳躍
- 無限抱擁（Mugen Hug）『ムゲンハグ』

見於歌曲「1/1000永遠の美學」。
藤堂響（Todo Hibiki，配音員：KENN（日本））
渡（Wataru，配音員：岡本信彥（日本））

## 第二期: 星光少女 Dear My Future
上葉美愛（Ageha Mia，配音員：大久保瑠美（日本））
於特別篇中成為Magical Mia 解救美音。
星光跳躍
- 星光閃耀 明日之星（Kirameki Future Star）『きらめきフューチャースタア』

見於歌曲「Dear My Future 〜未來の自分へ〜」。
- 星光閃耀 明日之星 双重革命（Kirameki Future Star Revolution Two）『きらめきフューチャースタアレボリューションに』

見於歌曲「cheer！yeah！×2」。
星光舞台劇
- 奇跡偶像覺醒（Miracle Idol Wake Up）『ミラクルアイドルウイクアップ』

見於歌曲「Dear My Future 〜未來の自分へ〜」。
深山玲奈（Miyama Reina，配音員：高森奈津美（日本））
於特別篇中成為Magical Reina 解救美音。
星光跳躍
- 心跳體驗（Mune-kyun Taiken）『むねキュンたいけん』

見於歌曲「Dear My Future 〜未來の自分へ〜」。
- 心跳加速 直達你的心 戀爱大爆炸（Anata no! Hato ni! Renai Explosion）『あなたの！ハートに！恋愛エクスプロージョン』

見於歌曲「Mirage JET」。
星光舞台劇
- 奇跡偶像覺醒（Miracle Idol Wake Up）『ミラクルアイドルウイクアップ』

見於歌曲「Dear My Future 〜未來の自分へ〜」。
志志美果鈴（Shijimi Karin，配音員：津田美波（日本））
於特別篇中成為Magical Karin 解救美音。
星光跳躍
- 水晶螢光點點（Crystal Splash）『クリスタルスプラッシュ』

見於歌曲「Dear My Future 〜未來の自分へ〜」。
- 絢爛銀河流星雨（Galactica Galaxy Shower） 『ギャラクティカギャラクシーシャワー』

見於歌曲「サンキュッ!!」。
星光舞台劇
- 奇跡偶像覺醒（Miracle Idol Wake Up）『ミラクルアイドルウイクアップ』

見於歌曲「Dear My Future 〜未來の自分へ〜」。
大瑠璃彩海（Ooruri Ayami，配音員：佐倉綾音（日本））
於特別篇中成為Magical Ayami 解救美音。
星光跳躍
- 美麗彩虹（Lovely Rainbow）『ラブリーレインボー』

見於歌曲「Dear My Future 〜未來の自分へ〜」。
- 閃耀愛情邱比特（Shining Love Cupid）『シャイニングラブキューピッド』

見於歌曲「Mirage JET」。
星光舞台劇
- 奇跡偶像覺醒（Miracle Idol Wake Up）『ミラクルアイドルウイクアップ』

見於歌曲「Dear My Future 〜未來の自分へ〜」。
慧仁（Hye In，配音員：伊藤加奈惠（日本））
於特別篇中成為Magical Hye In 解救美音。
時倫（Shi Yoon，配音員：金香里（日本））
於特別篇中成為Magical Shi Yoon 解救美音。
星光跳躍
- 叢林之王（King of Jungle）『キングのジャングル』

見於歌曲「サンキュッ!!」。
在恩（Jae Eun，配音員：米澤圓（日本））
於特別篇中成為Magical Jae Eun 解救美音。
星光跳躍
- 品嘗你的心 地球之愛（Paku Paku Love Earth）『パクパクラブワールド』

見於歌曲「Mirage JET」。
彩暻（Chae Kyoung，配音員：明坂聰美（日本））
於特別篇中成為Magical Chae Kyoung 解救美音。
沼珉（So Min，配音員：三宅麻理惠（日本））
於特別篇中成為Magical So Min 解救美音。
容和（Yonfa，配音員：高山南（日本））
春音齊（Harune Itsuki，配音員：熊井統子（日本））

## 第三期:星光少女 彩虹舞台
彩瀨鳴（Ayase Naru，配音員：加藤英美里（日本））
於特別篇中解救美音。
星光跳躍
- 可愛光點（Lovely Splash）『ラブリースプラッシュ』

見於歌曲どしゃぶりHAPPY!」。
- 朝未來飛 Happy Rain（Mirai E Happy Rain）

小鳴+小杏+小糸
見於歌曲どしゃぶりHAPPY!」。
- 可愛與明星光點（Lovely & Star Splash）『ラブリー & スター スプラッシュ』

小鳴+凜音
見於歌曲「ハート♥イロ♥トリドリ〜ム」。
- 百分之百 純純的箭（100% Pure Pure Arrow）『100%ピュアピュアアロー』[4]

小鳴+凜音
見於歌曲「ハート♥イロ♥トリドリ〜ム」。
- 星光流星雨（Star Dust Shower）『スターダストシャワー』

小鳴+凜音
見於歌曲「ハート♥イロ♥トリドリ〜ム」。
- 彩虹奇幻拱門（Rainbow Arch Fantasy）『レインボーアーチファンタジー』

小鳴+凜音
見於歌曲「ハート♥イロ♥トリドリ〜ム」。
福原杏（Fukuhara Ann，配音員：芹澤優（日本））
於特別篇中解救美音。
星光跳躍
- 流行光點（Pop'n Splash）『ポップスプラッシュ』

見於歌曲どしゃぶりHAPPY!」。
- 朝未來飛 Happy Rain（Mirai E Happy Rain）

小鳴+小杏+小糸
見於歌曲どしゃぶりHAPPY!」。
涼野糸（Suzuno Ito，配音員：小松未可子（日本））
於特別篇中解救美音。
星光跳躍
- 酷炫光點（Cool Splash）『クールスプラッシュ』

見於歌曲どしゃぶりHAPPY!」。
- 朝未來飛 Happy Rain（Mirai E Happy Rain）

小鳴+小杏+小糸
見於歌曲どしゃぶりHAPPY!」。
- 屬於兩人的浪漫演出（Futari No Romantic Show）『ふたりのロマンティックシヨー』

小糸+音羽
見於歌曲「ALIVE」。
見於歌曲どしゃぶりHAPPY!」。
蓮城寺貝兒（Renjoji Bell，配音員：戶松遙（日本））
於特別篇中解救美音。
星光跳躍
- 夢幻星光鳳凰 （Mugen Prism Phoenix）『夢幻プリズムフェニックス』

見於歌曲「Rosette Nebula」。
- 革命的玫瑰星雲（Kakumei No Rosette Nebula）『革命のロゼットネビュラ』

貝兒+音羽+若菜
見於歌曲「Rosette Nebula」。
- 熱情百萬薔薇（Jonetsu No Million Rose）『情熱のミリオンローズ』

見於歌曲「Get music！」。
- 夢幻萬花鏡（Mugen Kaleidoscope）『夢幻カレイドスコープ』

見於歌曲「Get music！」。
小鳥遊音羽（Takanashi Otoha，配音員：後藤沙緒里（日本））
於特別篇中解救美音。
星光跳躍
- 優雅光點（Feminine Splash）『フェミニンスプラッシュ』

見於歌曲「Rosette Nebula」。
- 革命的玫瑰星雲（Kakumei No Rosette Nebula）『革命のロゼットネビュラ』

貝兒+音羽+若菜
見於歌曲「Rosette Nebula」。
- 屬於兩人的浪漫演出（Futari No Romantic Show）『ふたりのロマンティックシヨー』

小糸+音羽
見於歌曲「ALIVE」。
森園若菜（Morizono Wakana，配音員：內田真禮（日本））
於特別篇中解救美音。
星光跳躍
- 民族風光點（Ethnic Splash）『エスニックスプラッシュ』

見於歌曲「Rosette Nebula」。
- 革命的玫瑰星雲（Kakumei No Rosette Nebula）『革命のロゼットネビュラ』

貝兒+音羽+若菜
見於歌曲「Rosette Nebula」。
荊凜音（Ibara Rinne，配音員：佐倉綾音（日本））
於特別篇中解救美音。
星光跳躍
- 閃亮光點（Star Splash）『スタースプラッシュ』

見於歌曲「Gift」。
- 星光流星雨（Star Dust Shower）『スターダストシャワー』

見於歌曲「Gift」。
- 金色星光魔法（Golden Star Magic）『ゴールデンスターマジック』

見於歌曲「Gift」。
- 展翅飛翔 彩虹尾翼（Habataki Rainbow Tail）『はばたき レインボーテール』

見於歌曲「Gift」。
- 星光閃耀 明日之星（Kirameki Future Star）『きらめきフューチャースタア』

見於歌曲「Gift」。
- 可愛與明星光點（Lovely & Star Splash）『ラブリー & スター スプラッシュ』

小鳴+凜音
見於歌曲「ハート♥イロ♥トリドリ〜ム」。
- 百分之百 純純的箭（100% Pure Pure Arrow）『100%ピュアピュアアロー』[4]

小鳴+凜音
見於歌曲「ハート♥イロ♥トリドリ〜ム」。
- 星光流星雨（Star Dust Shower）『スターダストシャワー』

小鳴+凜音
見於歌曲「ハート♥イロ♥トリドリ〜ム」。
- 彩虹奇幻拱門（Rainbow Arch Fantasy）『レインボーアーチファンタジー』

小鳴+凜音
見於歌曲「ハート♥イロ♥トリドリ〜ム」。
天羽純音（Amou June，配音員：宍戶留美（日本））
星光跳躍
- 愛的交響曲 天使之戀（Ai No Symphony L'amour・De・Ange[9]）『愛のシンフォニ ラムール・ド・ランジュ』

見於歌曲「Nth color」。
神濱幸司（Mihama Koji，配音員：柿原徹也（日本））
速水廣（Hayami Hiro，配音員：前野智昭（日本））
星光跳躍
- 星光之吻（Starlight Kiss）スターライトキッス！』

見於歌曲「Pride」。
仁科一月（Nishina Kazuki，配音員：增田俊樹（日本））
星光跳躍
- 爆裂火焰風暴 燃燒（Breaking Firestorm Burning）『ブレイキングファイヤーストーム バーニング』

見於歌曲「FREEDOM」。
- 熾燄之劍 披荊斬棘（Burning Sword Breaker）『バーニング ソード ブレイカー』

見於歌曲「FREEDOM。

## 幸運夥伴
第一期: 星光少女 極光之夢及第二期: 星光少女 Dear My Future
由企鵝老師給有潛力的新星光舞者的禮物，亦是進入Pretty Top演藝學院所需的入學認證。每隻吉祥物的樣貌及性格都不同，但通常和主人都有些相同的地方，不但可以成為主人的朋友，也能幫忙主人做事，每隻都很有用處，是主人的小助手。
拉拉（配音員：早水理沙（日本））
貝貝（配音員：日高範子（日本））
咪咪（配音員：熊井統子（日本））
米米
蕾米
莉米
亞米
比比（配音員：千葉進步（日本））
第三期:星光少女 彩虹舞台
是一種有著企鵝外表的鳥。登場時還處於蛋狀狀態，當遇到合適的夥伴時，幼蛋就會孵化。在衣服配搭時，可化為Prism Stone（Charm Stone）。每一隻幸運夥伴都能夠在星光演唱會（Prism Live）時，變成一種獨特的樂器。如果無法在家中飼養，則可以把幸運夥伴留在星光智慧型手機裏保存。大部份幸運夥伴都不會在人類世界說人類語言。會依人類夥伴的星光強度而進化，進化共分成兩次：第一次進化為輝煌形態，幸運夥伴會長出頭髮；第二次是白金形態，亦是最終進化形態，幸運夥伴會穿上衣服。
7隻幸運夥伴原是皮可庫分裂而誕生，第50集再次結合為一，帶凜音返回星光世界。在桃子的設計得到證書時，孔雀老師犧牲身後的一條孔雀羽毛，再次化作7隻幸運夥伴，允許他們留在人間，陪伴小鳴他們身邊。
拉芙鈴（Lovelyn，配音員：Enapou（日本））
波寶（Poppun，配音員：原紗友里（日本））
庫倫（Kurun，配音員：山本希望（日本））
賽席妮（Seshini，配音員：山本希望（日本））
菲米妮（Femini，配音員：原紗友里（日本））
艾絲妮（Esuni，配音員：Enapou（日本））
丝丹（Sutan，配音員：伊藤加奈惠（日本））

## 姐妹作: 星光樂園
真中拉拉（Mannaka Laala，配音員：茜屋日海夏（日本））
於劇末登場，為Magical Laala，並成功打敗魔獸化後的咪咪，從而解救星光少女全系列中的各個少女角色。
於2014年7月播放的『Pripara』的主角。見習偶像。有著淺紫髮的雙馬尾少女。